# Marxa Romànica de Resistència
La Marxa Romànica de Resistència també anomenada Marxa Romànica de Resistència de Navàs és una caminada de resitència no competitiva organitzada pel Centre Excursionista de Navàs, que forma part del Circuit Català de Caminades de Resistència (CCCR) de la Federació d'Entitats Excursionistes de Catalunya (FEEC).
La Marxa Romànica de Resistència és una prova de resistència no competitiva que enllaça bona part de les ermites romàniques del territori. El recorregut segueix un itinerari circular i manté el caràcter dur i alhora atractiu del GR 176, que passa per nou municipis de les comarques del Bages i el Berguedà. El seu recorregut té una distància de 83,50 quilòmetres i un desnivell acumulat de 5.600 metres. L'objectiu d'aquesta prova, que comença i acaba a Navàs, és vincular l'interès cultural i històric de la zona amb els excursionistes i corredors que hi participen.